# 渡邊雄介
渡邊 雄介（わたなべ ゆうすけ、1985年1月27日 - ）は、テレビ岩手のアナウンサー。

## 経歴
青森県青森市出身。青森県立青森南高等学校を経て明治大学商学部卒業後、2008年に入社した。

## 現在の出演番組
- 5きげんテレビ（金曜）
- 定時ニュース

## 過去の出演番組
- わくわくDokaaaan!